# Pierre Crozat
Pierre Crozat (Toulouse, 14 mars 1665 - Paris, 23 mai 1740) est un financier et collectionneur d'Art français. Trésorier de France, il est parfois dit, par euphémisme, « le pauvre », par opposition à son frère Antoine, fondateur de la Louisiane française. Contrairement à son frère, il fut surtout un véritable mécène, un homme de goût et l'un des plus grands connaisseurs de l'art de son temps.

## Biographie

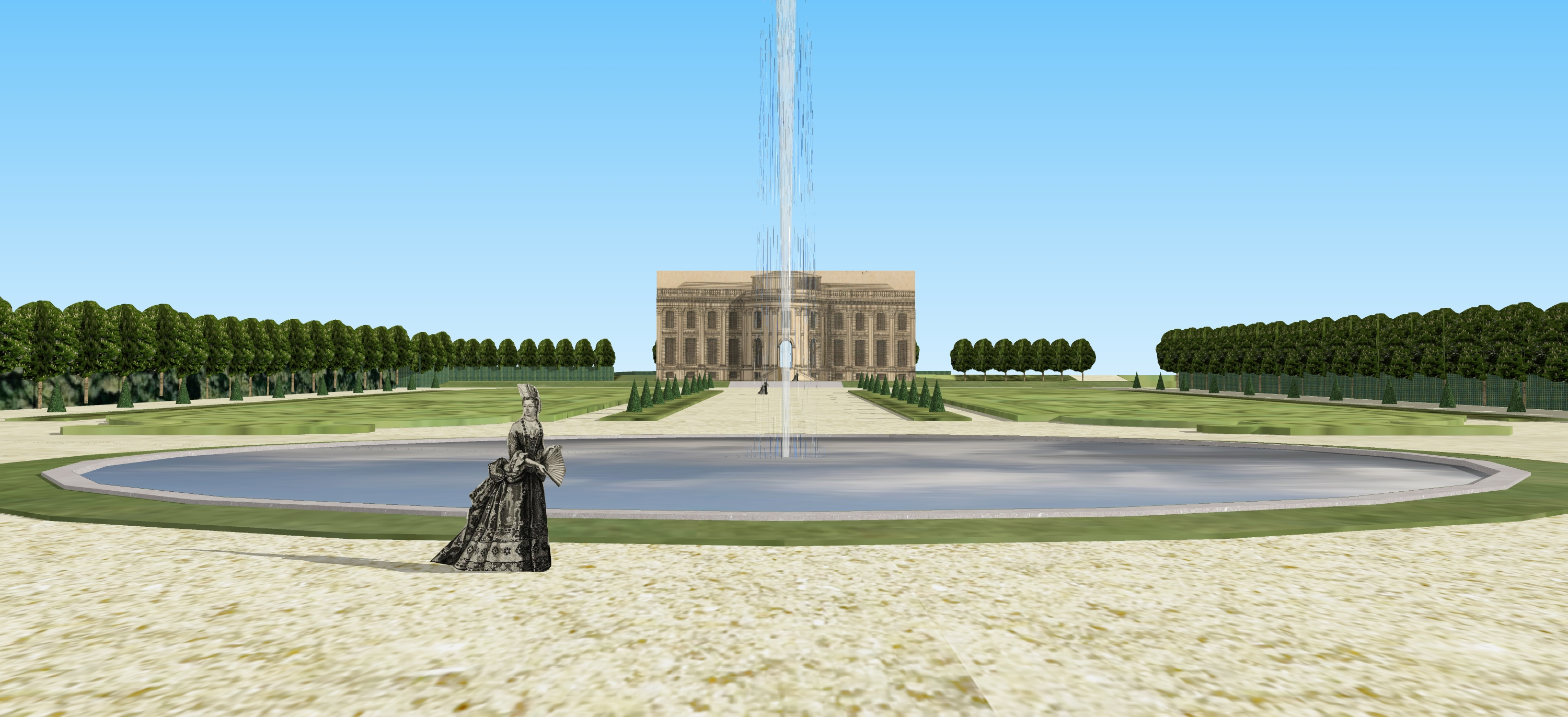
Vue reconstituée du château de Montmorency depuis la demi-lune, tel qu'il était en 1730.

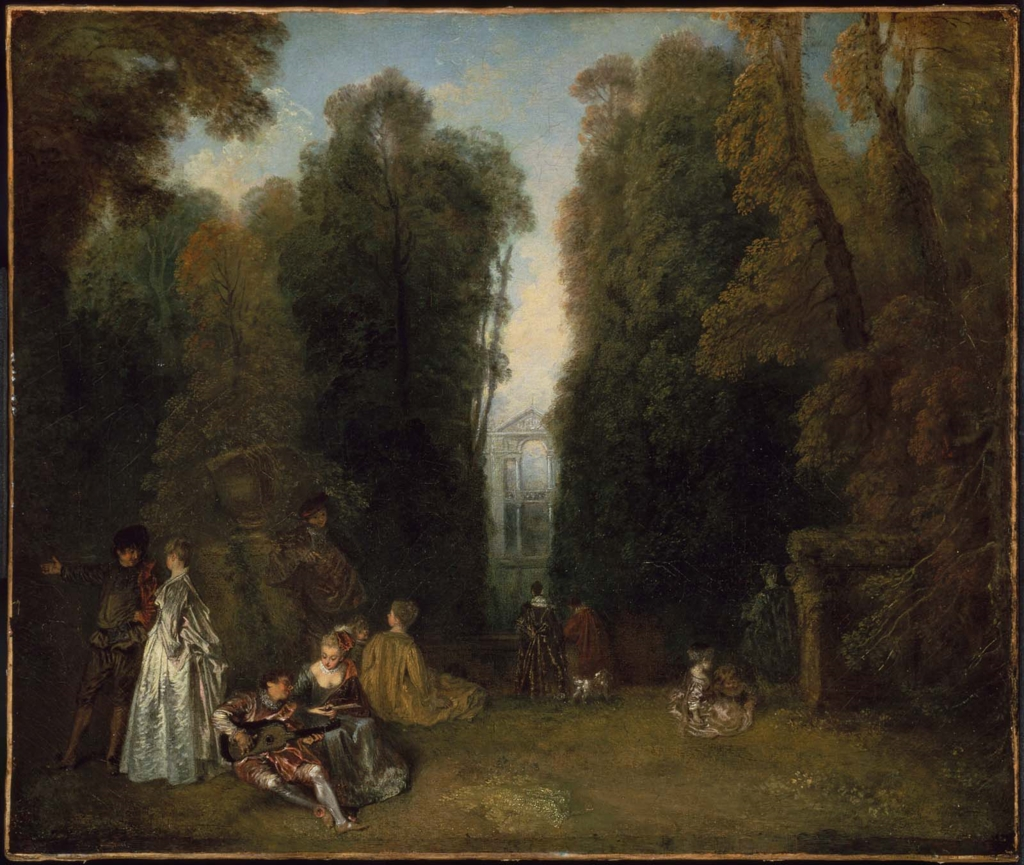
Le Parc du château de Montmorency par Antoine Watteau.

Trésorier de France à Montauban, trésorier des États de Languedoc (1690-1710), il succède à son frère comme homme d'affaires auprès de Pierre-Louis Reich de Pennautier. Il est aussi trésorier général adjoint du clergé (1705-1710).
Son père est Marc Antoine Crozat (1624-1690), originaire de Millau, déjà riche de terres, titré seigneur de La Bastide et de Préserville. Le grand-père Crozat, Guillaume, est un marchand d'Albi. L'origine de la fortune des Crozat est leur faculté de pratiquer le négoce entre deux pôles commerciaux maritimes, Bordeaux et Marseille, avec au centre, la ville de Toulouse. Marc Antoine a quatre enfants : Antoine, Pierre, l'abbé Jean et Anne, tous issus du mariage avec Catherine de Saporta (1632-1677), fille d'un important avocat toulousain.
Il arrive à Paris dans les années 1700.

### Un bâtisseur

#### Château de Montmorency
Le souvenir de Pierre demeure attaché à la ville de Montmorency où, en 1702, il achète l'ancienne propriété du peintre de la Cour Charles Le Brun, qui était inhabitée depuis la mort de celui-ci survenue en 1690. Il fait édifier à la place, par l'architecte Jean-Sylvain Cartaud une magnifique demeure, dont le plafond du salon ovale est orné par Charles de La Fosse d'un plafond sur le thème de Phaéton, fils du soleil. La chapelle en est ornée par le sculpteur Pierre Le Gros le jeune. Le château de Montmorency a aujourd'hui disparu. Le peintre Antoine Watteau y résida et réalisa des toiles représentant le parc de Montmorency.

#### Hôtel particulier

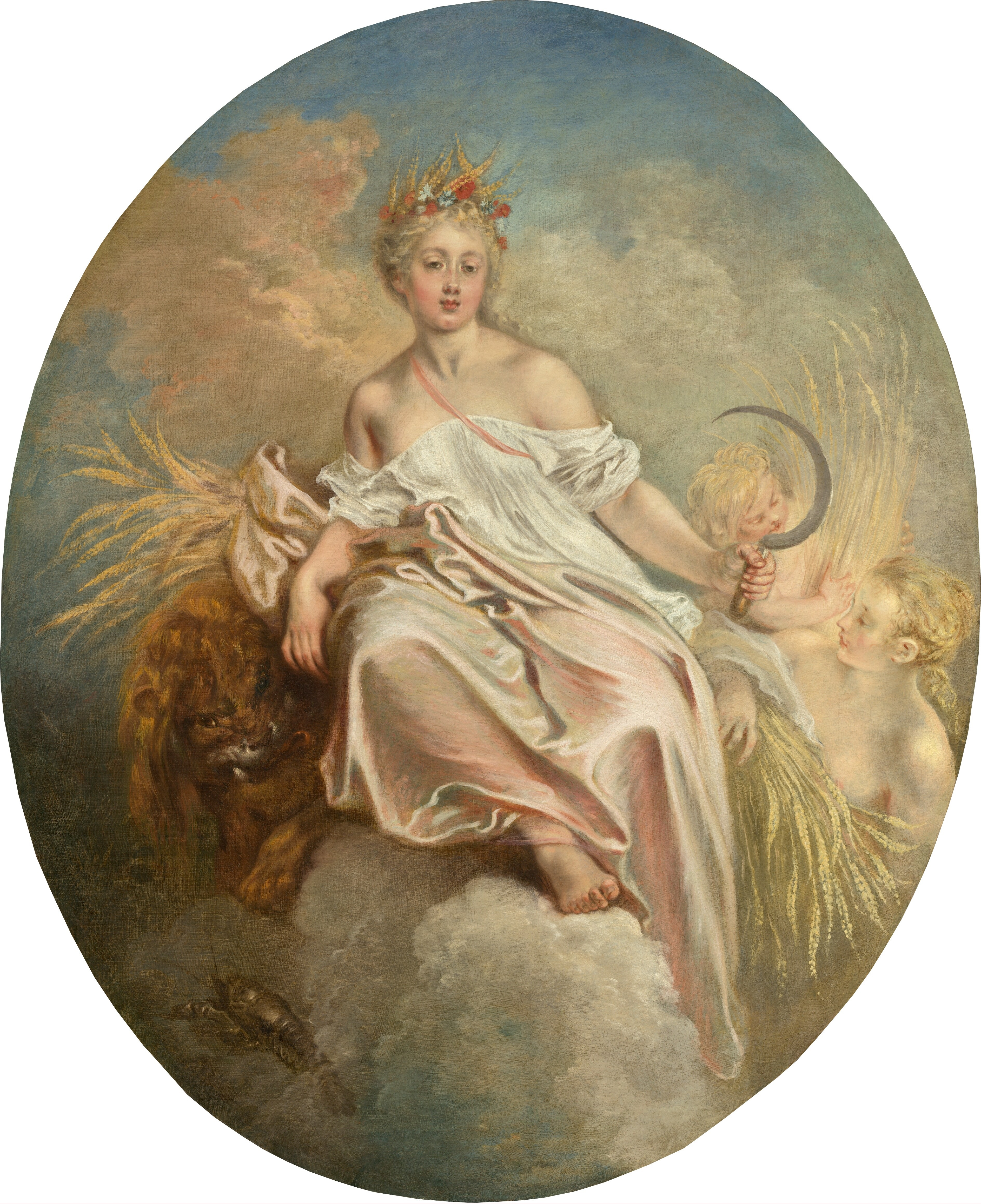
Cerès ou l'Été - Antoine Watteau - Washington, National Gallery of Art. Peinture exécutée pour la salle à manger de l'hôtel Crozat.

En 1704, il acquiert à Paris un terrain situé à l'emplacement des actuels 91/93 rue de Richelieu, où il fait construire, également par l'architecte Jean-Sylvain Cartaud un hôtel particulier. l'hôtel Crozat, qui sera nommé plus tard l'hôtel Choiseul. Cet hôtel est bâti suivant un plan massé, comportant deux ailes parallèles reliées entre elles, à leur extrémité ouest, par une longue galerie donnant sur le jardin, le tout élevé d'un rez de chaussée surmonté d'un attique.
Comme à Montmorency, la décoration bénéficie du concours de Charles de La Fosse, qui exécute, avec l'aide du jeune Watteau, le plafond de la grande galerie, terminé en 1707, sur le thème de la naissance de Minerve, sortant du cerveau de Jupiter, les dieux étant autour, disposés par groupes.
Suivant une mode venue d'Italie, des concerts de musique de chambre sont donnés dans la galerie de l'hôtel.
Charles de La Fosse est aussi sollicité pour orner la salle à manger de l'hôtel avec des peintures sur le thème des quatre saisons, mais n'aura le temps que d'en commencer une seule, le Printemps, avant sa mort, en 1716.
Cette série des quatre saisons est poursuivie et complétée par Antoine Watteau,.
Une dizaine d'années après sa construction, l'hôtel est agrandi sous la direction de l'architecte Gilles Marie Oppenord.
En plus de travailler au château de Montmorency, Pierre Le Gros le jeune participe aussi à l'exécution du décor de l'hôtel en sculptant des amours en plâtre pour le cabinet octogonal, au premier étage de l'hôtel.
Dans l'hôtel Crozat, le peintre Charles de La Fosse réside avec sa famille : son épouse et sa nièce, dans un appartement donnant sur le jardin, au premier étage, jusqu'à sa mort, en 1716. Sa veuve continue à y résider jusqu'à son décès, en 1737, avec sa nièce.
D'avril 1720 à mars 1721, Pierre Crozat accueille chez lui la pastelliste vénitienne Rosalba Carriera, dont il avait fait la connaissance lors de son séjour en Italie, pendant l'hiver 1714/1715. Il fait ainsi découvrir aux amateurs parisiens l'art du pastel, qui rencontrera un grand succès.
Cet hôtel reçoit les collections de dessins, peintures, sculptures, pierres gravées, la bibliothèque réunies par Pierre Crozat, qui les met à la disposition de ses amis, amateurs d'Art et artistes. Une sorte de cercle d'amateurs d'Art se forme ainsi autour de lui dans l'hôtel.

### Un collectionneur
Collectionneur d'art et mécène, il réunit une collection de dessins et des tableaux d'une qualité exceptionnelle. Sa collection de dessins est considérée comme la plus importante en Europe.

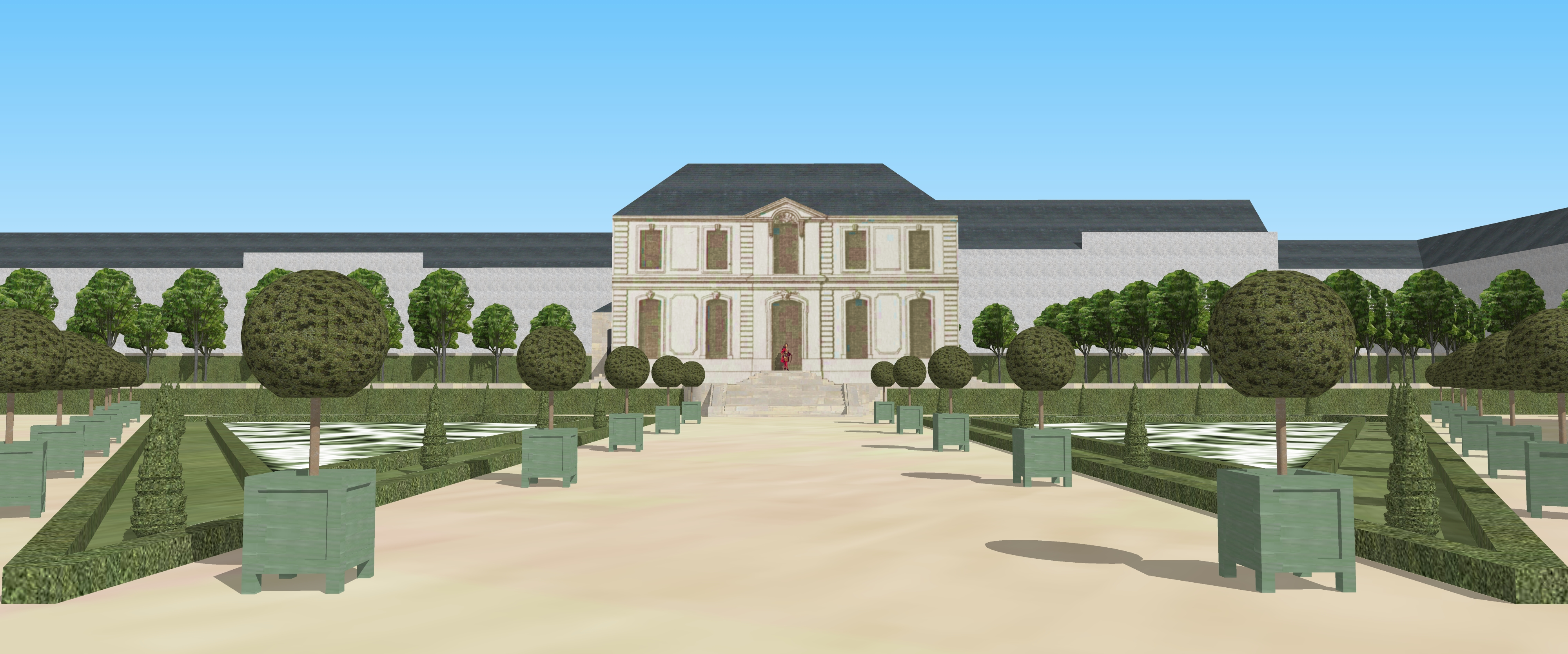
Vue de l'Hôtel Crozat situé rue de Richelieu à Paris, depuis le bout du parterre, vers 1710.

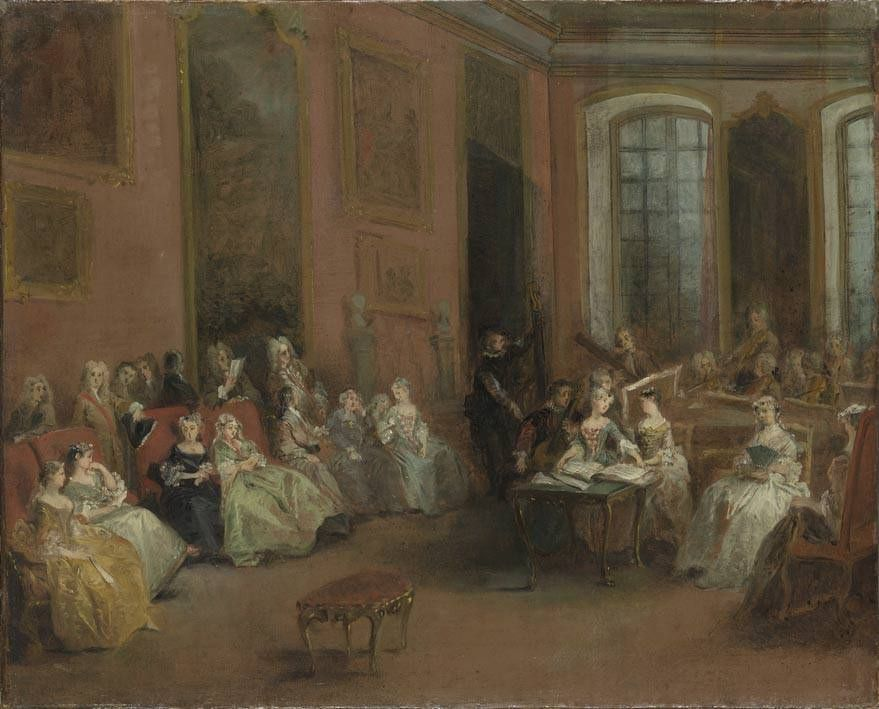
Concert à l'Hôtel Crozat, c. 1720, peinture de Nicolas Lancret (Alte Pinakothek, Munich). La scène ne peut se dérouler que dans la galerie de l'hôtel, rue de Richelieu.

Pierre Crozat est un fin connaisseur de la peinture italienne (entre autres de l'École vénitienne) et achète de nombreuses œuvres italiennes. Il avait également de nombreuses toiles de l'École flamande dont des Rembrandt. Âgé de 22 ans, il commence à collectionner des œuvres à Toulouse ; l'un de ses premiers achats est une suite de dessins de Raymond Lafage (il en posséda plus de 300). Sa collection rivalise avec la collection du futur régent, Philippe d'Orléans : ce dernier le charge dès 1714 d'acquérir à Rome l'ancienne collection de Christine de Suède, mission qui aboutira en 1721, après de longues négociations, avec l'achat de la collection, bénéficiant ainsi de la protection du souverain.
Son voyage en Italie lui permet aussi d'accroitre ses propres collections et de découvrir des musées, tels la Galerie des Offices, à Florence. Il s'inspire de la Tribune des Offices pour faire aménager au premier étage de son hôtel parisien un cabinet octogonal, où seront exposées des peintures de sa collection.
En 1729, paraît le premier tome d'un vaste projet appelé le Recueil Crozat, : il s'agit de créer un nouvel instrument de connaissance de l'art pour un public d'amateurs, de connaisseurs, de collectionneurs et d'artistes en présentant de manière inédite les œuvres des grandes collections princières et privées, essentiellement en sollicitant l'image gravée. Ce projet avait été initié par Pierre Crozat dès 1721 avec la complicité du régent et de tout un cercle d'amateurs. Le premier tome de ce recueil d'estampes comprend d'abord les dessins et tableaux de l'école romaine suivi d'un abrégé de la vie des peintres, lequel devient l'embryon du futur Abecedario de Pierre-Jean Mariette. Entre catalogue, album et livre d'art, ce projet nécessita la complicité du graveur et collectionneur, le comte de Caylus. Un second tome paraît en 1742 après la mort de Crozat, et puis s'arrête,,.
Sans alliance, Pierre Crozat laisse un fils naturel, Henri Crozat de Ramon, marquis de Thorigné, mort avant son père en 1735, en laissant lui-même quatre enfants. Mais sa collection d'art passe après lui à ses neveux.

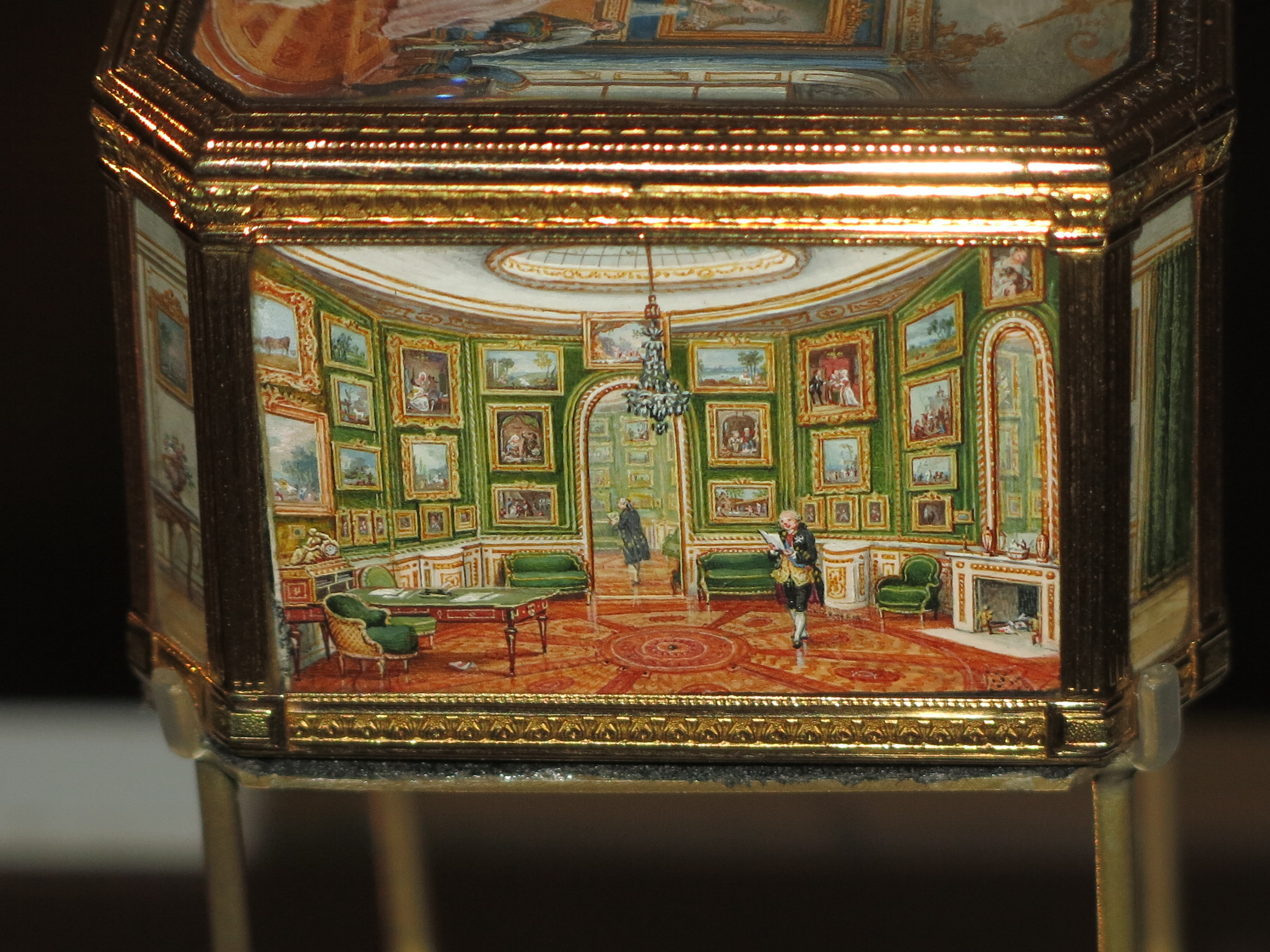
Cabinet octogonal, au premier étage, dans l'hôtel de Pierre Crozat (miniature de la tabatière Choiseul) - vers 1770

À sa mort en 1740, Pierre Crozat lègue toute sa collection de tableaux (plus de 400) et de sculptures à ses neveux (les enfants d'Antoine), Louis-François (mort en 1750), Joseph-Antoine (mort en 1750), et Louis-Antoine (mort en 1770). Pierre Crozat voulant léguer une importante somme aux pauvres, une série de ventes des dessins (19 000) et d'entailles est organisée à Paris en avril et mai 1741 par Pierre-Jean Mariette et trois autres experts, Gabriel Huquier, Edme-François Gersaint et François Joullain.
Ces ventes restent parmi les premières grandes ventes du marché de l'art, tel qu'il se met en place au début de ce siècle, et sans aucun doute la plus importante vente de dessins de ce temps. Les pierres gravées sont achetées par le fils du régent pour la somme de 67 000 livres.
L'autre partie de la collection Crozat, enrichie au passage, est achetée en 1772 aux héritières de Louis Antoine Crozat, par l'entremise de Diderot, par l'impératrice Catherine II de Russie et se trouve actuellement, en grande partie, au musée de l'Ermitage, à Saint-Pétersbourg.